# Алмазне склепіння

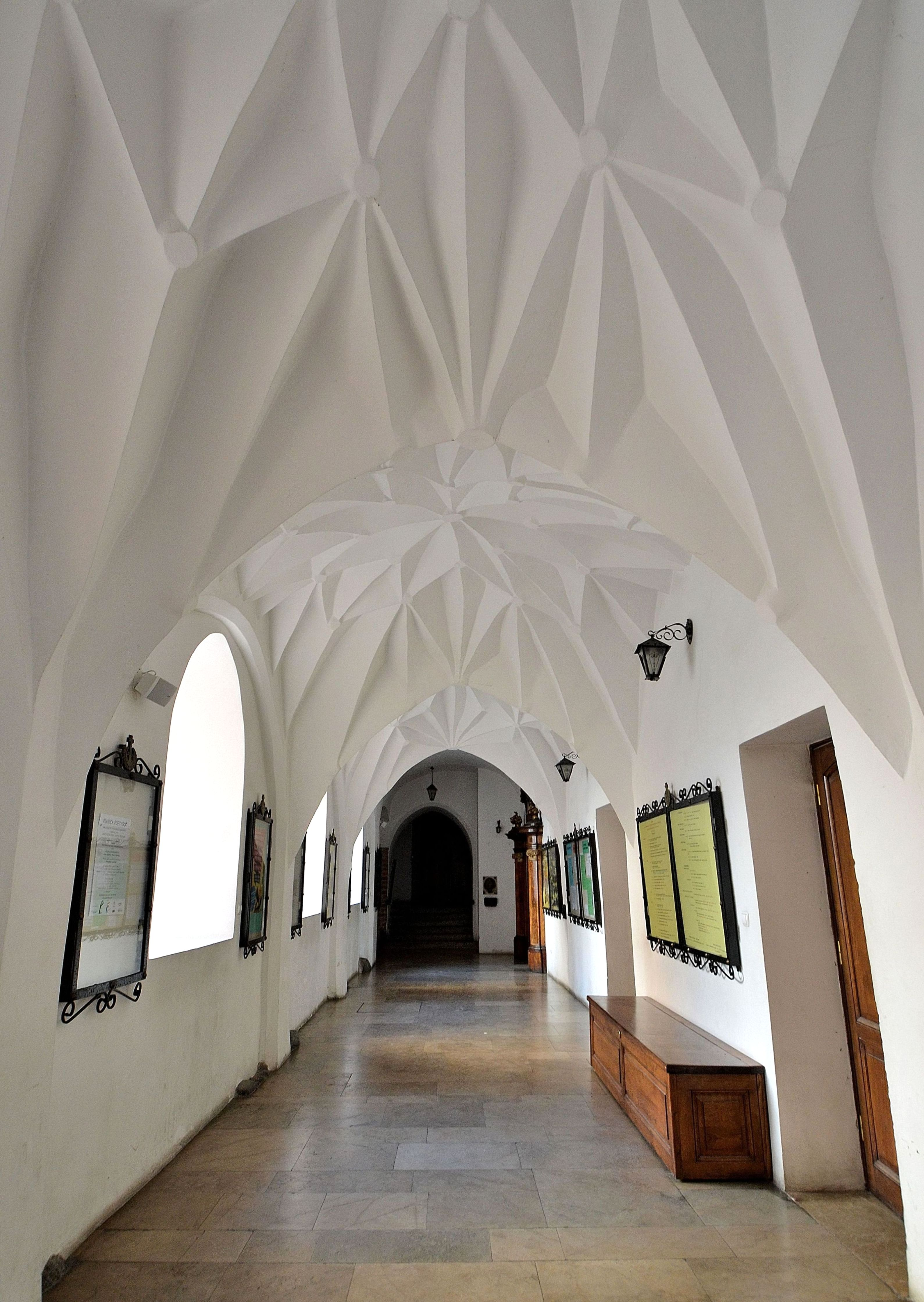
Алмазне склепіння в Церква Святої Анни, Варшава у Варшані (1514)

Алмазне склепіння — це форма церковної архітектури склепіння, що використовується у пізньому готичному та ренесансному стилі, яка основана на складній система печерних склепінь, що нагадують діаманти. Воно широко використовувалося, особливо у країнах центральної Європи.
Алмазні склепіння — це увігнуто-опуклі стелі настільки складні, що, як випливає з назви, нагадують грані ограненого дорогоцінного каменю. Вперше вони з’явилися у 1471 році у замку Альбрехтсбург у Майсені, Німеччина. Вони були використанні протягом майже століття в таких віддалених один від одного місцях, як Гданськ у балтиці та Бехинє у Південній Богемії (теперішній Чеській Республіці).
З історичної точки зору, алмазні склепіння демонструють постійну життєздатність готичної архітектури у центральній Європі, у той час, коли перевідкриття класичного минулого в Італії за часу Відродження змінювало хід будівництва. Архітектурно, вони пропонують деякі з найбільш вражаючих прикладів геометричних експериментів та універсальності як у світському, так і в сакральному просторі.
Дизайн алмазних склепінь включає розуміння як формується весь інтер'єр через співвідношення його геометрії, просторової композиції та опорної системи. Склепіння мають здатність візуально об'єднувати або розділяти інтер'єри, створювати враження, що вони розширюються за рахунок плавного заглиблення, або зменшувати їх за рахунок наявності клаустрофобних, сильно виступаючих гребенів. Вони можуть додати елемент грайливої нерегулярності до симетричних просторів, або, навпаки, можуть гармонізувати інтер'єри нестандартної форми. Їхню пластичність підсилює контрастна гра світла і темряви на поверхні.

Алмазні склепіння є одними з найоригінальних, хоча найменш відомих, творінь середньовічної архітектури.

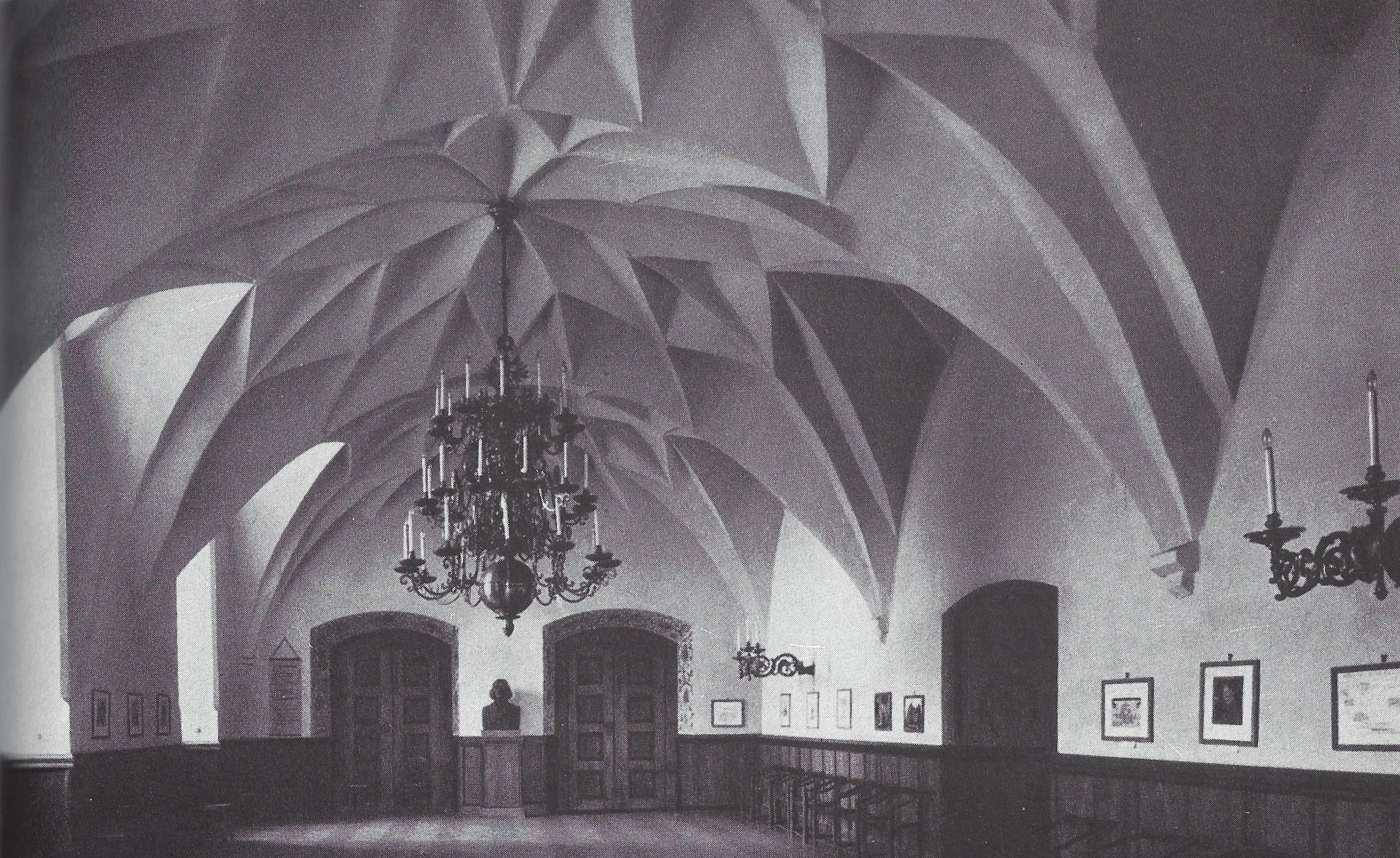
Алмазне склепіння в Ольштинський замок.